# 假面騎士GOTCHARD GRADUATIONS
《假面騎士GOTCHARD GRADUATIONS》（日语：仮面ライダーガッチャード GRADUATIONS）是特摄片《假面騎士GOTCHARD》衍生的錄影帶首映故事系列作品，東映V-CINEXT的名義系列商品之一。為《令和假面骑士系列》的第五系列錄影帶首映作品。

## 概要
- 本作為《令和假面騎士系列》繼《ZERO-ONE Others》、《假面騎士聖刃 深罪的三重奏》、《REVICE Forward》和《假面騎士GEATS Jyamato·Awaking》後，第五部OV作品。
- 本作的時間點位於《假面騎士GOTCHARD》本篇最終話之後[1]。
- 另外同步上映短篇電影「蝗蟲1的春假（ホッパー1のはるやすみ）」[2]。

## 本作特色
- 本作為《假面騎士GOTCHARD》系列的完結篇，延續TV本篇最終話之後，一之瀨寶太郎和九堂凜音兩人畢業時的故事[3][4][註 1]
- 本作繼《假面騎士OOO 10th 復活的核心硬幣》《假面騎士GEATS Jyamato·Awaking》後，為第三部的《假面騎士系列》完結篇作品。
- 本作繼《假面騎士OOO 10th 復活的核心硬幣》後，為第二部以本篇登場的原班人馬所主演的完結篇作品。[5]

## 故事概要
一之瀨寶太郎和九堂凜音等人迎來從富良洲高中畢業的日子，他們懷抱著學園生活與鍊金學院中無可取代的回憶，結束了畢業典禮，正要踏上新的道路……本來應該是這樣的。
然而，時間突然開始不斷重複循環，寶太郎等人無法擺脫這個時間迴圈，唯一察覺異變的只有黑鋼史帕納。
操控時間流動的是未知的克米，還是其他什麼存在，史帕納和寶太郎等人揭開的會是什麼令人震驚的真相。

## 登場人物
一之瀨寶太郎（いちのせ・ほうたろう）（本島純政飾）
假面騎士GOTCHARD的變身者。
於本作中與九堂凜音、加治木涼和九十九靜奈即將從高中畢業。
九堂凜音（くどう・りんね）（松本麗世飾）
假面騎士MAJADE的變身者。
寶太郎的同班同學，亦是鍊金學院的鍊金術師。
於本作中與一之瀨寶太郎、加治木涼和九十九靜奈即將從高中畢業。
在畢業後向寶太郎表示自己將前往英國留學。
黑鋼史帕納（くろがね・スパナ）（藤林泰也飾）
假面騎士VALVARAD的變身者。
鍊金連合所屬的超A級鍊金術師。
於事件半年前被暗黑之門產生的光束擊中。時間回朔發生時，在得知回朔的主因在自己身上後，選擇變化而讓自己身上的烏洛波羅斯的力量驅離。
在將烏洛波羅斯打入暗黑之門並封印後，自己也被烏洛波羅斯抓入其中，直至湊與鏡花結婚時才成功脫離。
銀杏蓮華（いちょう・れんげ）（安倍乙飾）
鍊金學院的學生，寶太郎與凜音的前輩。
於本作中與錆丸兩人即將從鍊金學院畢業。
鶴原錆丸（つるはら・さびまる）（富園力也飾）
鍊金學院的學生，寶太郎與凜音的前輩。
於本作中與蓮華兩人即將從鍊金學院畢業。
湊（熊木陸斗飾）
鍊金學院的老師。
在帶領一之瀨寶太郎等人從富良洲高中畢業後，與枝見鏡花步入婚姻。
枝見鏡花（えだみ・きょうか）（福田沙紀飾）
鍊金連合的開發者，史帕納的師傅及恩人。
在眾人與烏洛波羅斯戰鬥時，將損毀的瓦爾巴拉德驅動器修復並強化，交給史帕納使用。
事件結束後與湊步入婚姻。
- 本作製作時，製作人告訴福田沙紀「史帕納將從鏡花身邊畢業」，讀到劇本時才得知是透過結婚來描寫這場『畢業』[6]。

加治木涼（かじき・りょう）（加部亞門飾）
寶太郎的同班同學，喜好神祕學的少年。
於本作中與一之瀨寶太郎、九堂凜音和九十九靜奈即將從高中畢業。
於事件中被烏洛波羅斯附身，近距離觀察被烏洛波羅斯的力量纏上的史帕納。

## 本作限定登場假面騎士

### 假面騎士VALVARAD
變身者：黑鋼史帕納（替身演員：中田裕士、CV：藤林泰也）
原文： / Kamen Rider VALVARAD
| 形態名稱    | 簡介 | 外觀                                 | 能力 | 必殺技 |
| VALVARAD GT | 搭配 DAIOHNI GT Ride Chemy Card 和 GIGANTLINER GT Ride Chemy Card 變身的形態，為假面騎士VALVARAD的特殊型態。 身高： cm 體重： kg 拳擊力： t 踢擊力： t 跳躍力： m 行動速度： 秒（100m） | 全身以紫、銀、黑、白、紅、藍色為主。 |      | 原文： |

## 本作登場道具

### 駕馭克米卡（Ride Chemy Card）
| 英文名稱       | 日文名稱 | 中文名稱   | 卡片屬性          | 等級數字 | 備註                                                    |
| -------------- | -------- | ---------- | ----------------- | -------- | ------------------------------------------------------- |
| DAIOHNI GT     |          | 大王鬼GT   | 神秘學 （OCCULT） | 6        | 存放鬼型克米的卡片。 為大王鬼和馬赫戰輪合體鍊成的姿態。 |
| GIGANTLINER GT |          | 巨型列車GT | 載具 （VEHICLE）  | EX       | 存放列車型克米的卡片。 為十列車再鍊成的全新姿態。       |

## 本作登場怪人
烏洛波羅斯
原文： / Ouroboros
身高：cm
體重：kg
特色 / 能力：永恆、時間回朔
（替身演員：榮男樹、 CV：杉田智和）
本體為一條纏著墨綠色火焰的銜尾蛇，實體化後為與冥黑王造型相似的龍形姿態。
其力量能依被其力量附身的人永恆不變的願望進行區域性時間回朔，且只有被其附身之人才保有回朔的記憶。
在被消滅時能讓自身的時間回朔來脫離死亡。

## 樂曲

### 主題曲
「GRADUATIONS」
- 演唱：BACK-ON
- 作詞：Hi-yunk（BACK-ON）TEEDA
- 作曲、編曲：Hi-yunk（BACK-ON）

## 演員
- 一之瀨寶太郎 - 本島純政
- 九堂凜音 - 松本麗世
- 黑鋼史帕納 - 藤林泰也
- 銀杏蓮華 - 安倍乙
- 鶴原錆丸 - 富園力也
- 湊 - 熊木陸斗
- 枝見鏡花 - 福田沙紀
- 鉛崎博人 - 天羽尚吾[7]
- 九十九静奈 - 松澤可苑
- 鈴木 - 鈴木浩文
- 高橋 - 高橋慎之介
- 神父 - 永德
- 婚禮參加者 - 福澤博文

### 配音演出
- 蝗蟲1、看看鏡子、引導天使、關懷妖精 - 福圓美里
- 蒸汽列車 - 檜山修之
- 彩虹龍 - 岡本信彦
- X巫師 - 高橋李依
- 智慧型手機、機械螃蟹、鍊金王機器人、熱情地球 - 小西克幸
- 尖針仙人掌、賞金兔、猛推蛇 - 阿澄佳奈
- 咬食迅猛龍、螞蟻騎兵、豬籠草少爺 - 高岡香
- 烏洛波羅斯、十要塞 - 杉田智和

## 製作人員
- 原作：石之森章太郎
- 編劇：大西雄仁
- 監修：內田裕基
- 音樂：高木洋
- 動作導演：福澤博文（RED ENTERTAINMENT DELIVER）
- 導演：山口恭平

## 其他相關媒體
《蝗蟲1的春假》是特摄片《假面騎士GOTCHARD》衍生的短篇作品，以一之瀨寶太郎鍊成的新地球為舞台，記錄獲得幸福的克米們「某一天」的故事，並以克米們原班聲優陣容進行「日文配音」。

### 故事概要
克米們在一之瀨寶太郎鍊成的新地球上快樂地生活著。某天，蝗蟲1想和寶太郎一起玩耍，其他克米們也都紛紛贊成。然而，通往寶太郎所在的地球的大門卻不知為何無法開啟，陷入困境的克米們決定集思廣益，想辦法解決這個問題。

### 配音
- 蝗蟲1 - 福圓美里[8]
- 蒸汽列車 - 檜山修之[8]
- 彩虹龍 - 岡本信彦[8]
- X巫師 - 高橋李依[8]
- 十要塞 - 杉田智和[8]
- 尖針仙人掌 - 阿澄佳奈[8]
- 咬食迅猛龍 - 高岡香[8]
- 智慧型手機、旁白 - 小西克幸[8]

### 製作人員
- 原作：石之森章太郎
- 監修：內田裕基[8]
- 導演：山口恭平

### 主題曲
「CHEMY×STORY Gotcha Version」
- 演唱：ガッチャオールスターズ（本島純政、松本麗世、藤林泰也、安倍乙、富園力也、宮原華音、坂卷有紗、熊木陸斗、加部亞門、福田沙紀）
- 作詞：藤林聖子
- 作曲、編曲：Hi-yunk（BACK-ON）